# Калимуллин, Рашид Фагимович
Раши́д Фаги́мович Калиму́ллин (6 мая 1957, Зеленодольск, Татарская АССР, СССР) — советский и российский композитор. Председатель Союза композиторов Республики Татарстан (1989—2024), председатель правления Союза композиторов России (2015—2017), народный артист Российской Федерации (2007), народный артист Республики Татарстан (2004), заслуженный деятель искусств Российской Федерации (1995), заслуженный деятель искусств Татарской АССР (1990), заслуженный деятель искусств Республики Адыгея (2022).

## Биография
В 1985 окончил Казанскую государственную консерваторию, класс профессора Трубина Бориса Николаевича, в 1987 — аспирантуру (специальность композитор)класс профессора Луппова Анатолия Борисовича.
В 1987—1993 — старший преподаватель, доцент, заведующий кафедрой композиции и инструментовки Казанской государственной консерватории.
Как композитор работает в самых различных жанрах, в числе его сочинений — опера, балеты, симфонические и камерные произведения, хоровая музыка, признанный мастер концертов для солирующих инструментов, а созданные им песни стали народными. Творчеству Рашида Калимуллина присуща яркая национальная самобытность, а также органичный сплав восточных и западных музыкальных традиций.
С 1989 -2024гг-  председатель Союза композиторов Республики Татарстан.
С 2015 - 2017гг — председатель  Союза композиторов России, с 2017 года Председатель Правления Союза композиторов России.
Является основателем и директором первых в постсоветской России международных фестивалей – японской и татарской музыки (1992, 1997), «Европа-Азия» (с 1993 г., который в 2014 г. впервые прошел во Вьетнаме при личной поддержке Президента Вьетнама), «Муз-транзит» (с 2003 г.), «Классическая гитара в 21 веке» (с 2007 г.), «Музыка – друзей». Уникальный проект Рашида Калимуллина «Жемчужины русской и татарской музыки», девиз которого- «Музыка объединяет мир», успешно реализован в 16 странах мира, благодаря ему музыку современных композиторов России исполнялись лучшими оркестрами, в мировых столицах мира(см. одну из статей об этом). Инициатор создания в Казани Центра современной музыки Софии Губайдулиной и  оркестра под управлением Анны Гулишамбаровой. С 1995—2002гг. — руководитель Центра современной музыки Софии Губайдулиной .
Член жюри Международного конкурса имени Прокофьева, конкурса "Партитура" и многих других.
В 2006—2010 — член Общественной палаты Республики Татарстан.
Член Общественного совета при Министерстве культуры Российской Федерации с 2016 года.

## Награды и признание
- Народный артист Российской Федерации (2007)
- Народный артист Республики Татарстан (2004)
- Заслуженный деятель искусств Российской Федерации (1995)
- Заслуженный деятель искусств Республики Татарстан (1990)
- Заслуженный деятель искусств Республики Адыгея (2022)
- Премия Союза композиторов России имени Дмитрия Шостаковича
- Государственная премия Республики Татарстан имени Габдуллы Тукая (2007)
- Лауреат первых премий международных конкурсов по композиции (Германия, 1987; Австрия, 1994)
- Вошёл в энциклопедическое издание «Гордость города Казани» (2005)
- Премия Правительства Российской Федерации в области культуры за 2005 год
- Занесение в Книгу почёта Казани (2017 год)[2]
- Орден «Дуслык» (6 мая 2022 года) — за значительный вклад в развитие музыкального искусства и многолетнюю плодотворную творческую деятельность[3].